# Clinton (Észak-Karolina)
Clinton település az Amerikai Egyesült Államok Észak-Karolina államában, Sampson megyében, melynek megyeszékhelye is. Lakosainak száma 8383 fő (2020. április 1.).

## Népesség
A település népességének változása:
| Lakosok száma | 8639 | 8697 | 8383 |
|               | 2010 | 2013 | 2020 |